# Kiltān Island
Kiltān Island är en ö i Indien.   Den ligger i delstaten Lakshadweep, i den sydvästra delen av landet, 2 000 km söder om huvudstaden New Delhi.